# Nicolas Brémontier
Pour les articles homonymes, voir Brémontier.
Nicolas-Thomas Brémontier est un ingénieur français,  né le 30 juillet 1738 au Tronquay, dans l'Eure, et mort de tuberculose le 16 août 1809 à Paris. Sa renommée est liée à la fixation des dunes, dont il s'est attribué « l'invention » des techniques. 

## Biographie
Ses parents, Nicolas et Marie Catherine Germaine, riches cultivateurs qui jouissaient d'une grande influence, peuvent envoyer le jeune Nicolas à l'École des ponts et chaussées. D'abord professeur de dessin et de mathématiques à l’école d’artillerie de la marine de Toulon, il fait ses débuts comme sous-ingénieur à Périgueux puis à Bordeaux et à Caen de 1770 à 1780. 
Promu ingénieur en 1780, il rejoint la Bretagne où il étudie le problème de la jonction par un canal de la Vilaine et de la Rance. En 1786, il proposera un projet de canal reliant la Rance à la Vilaine par le Meu, cependant son projet n'est pas retenu et en décembre 1803, le projet de Joseph Liard privilégiant la jonction de la Rance à la Vilaine par l'Ille est préféré et adopté par le conseil supérieur des Ponts et Chaussées.
En 1784 avec le grade d'ingénieur en chef, il retourne à Bordeaux chargé de la province de Guyenne. Ce n'est que lors de ce deuxième séjour, en 1787, influencé par les travaux des captaux de Buch, après avoir pris connaissance des mémoires des frères Desbiey de 1774 et 1776 à l'Académie de Bordeaux et du mémoire de 1779 sur les résultats des essais réalisé par  l'ingénieur du génie maritime le baron Charlevoix de Villers, qu'il est convaincu de la possibilité de fixer les dunes. 

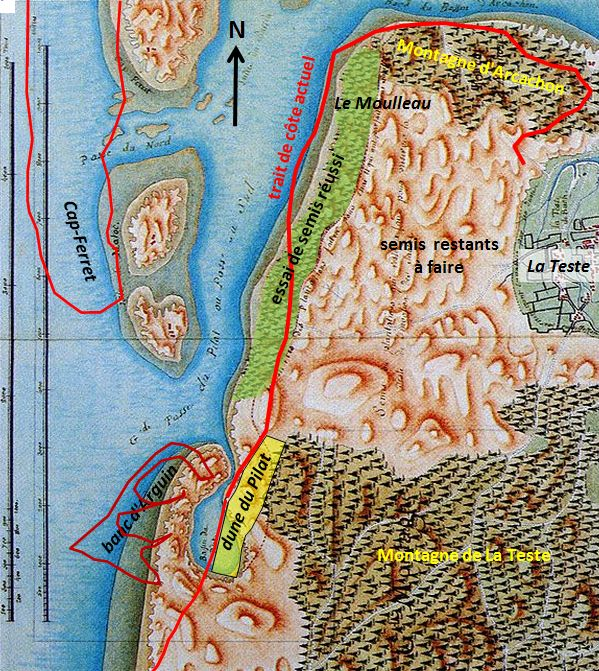
Essais des semis de Brémontier à La Teste (1787-1791).

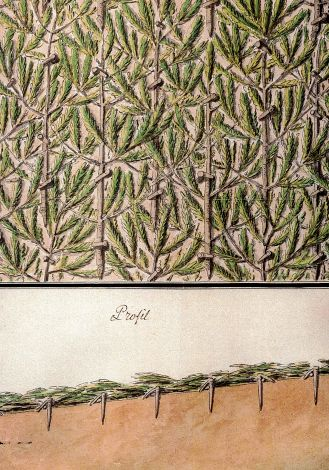
Couverture de branchages fixée au sol pour protéger les semis que Peyjehan soumit à Brémontier.

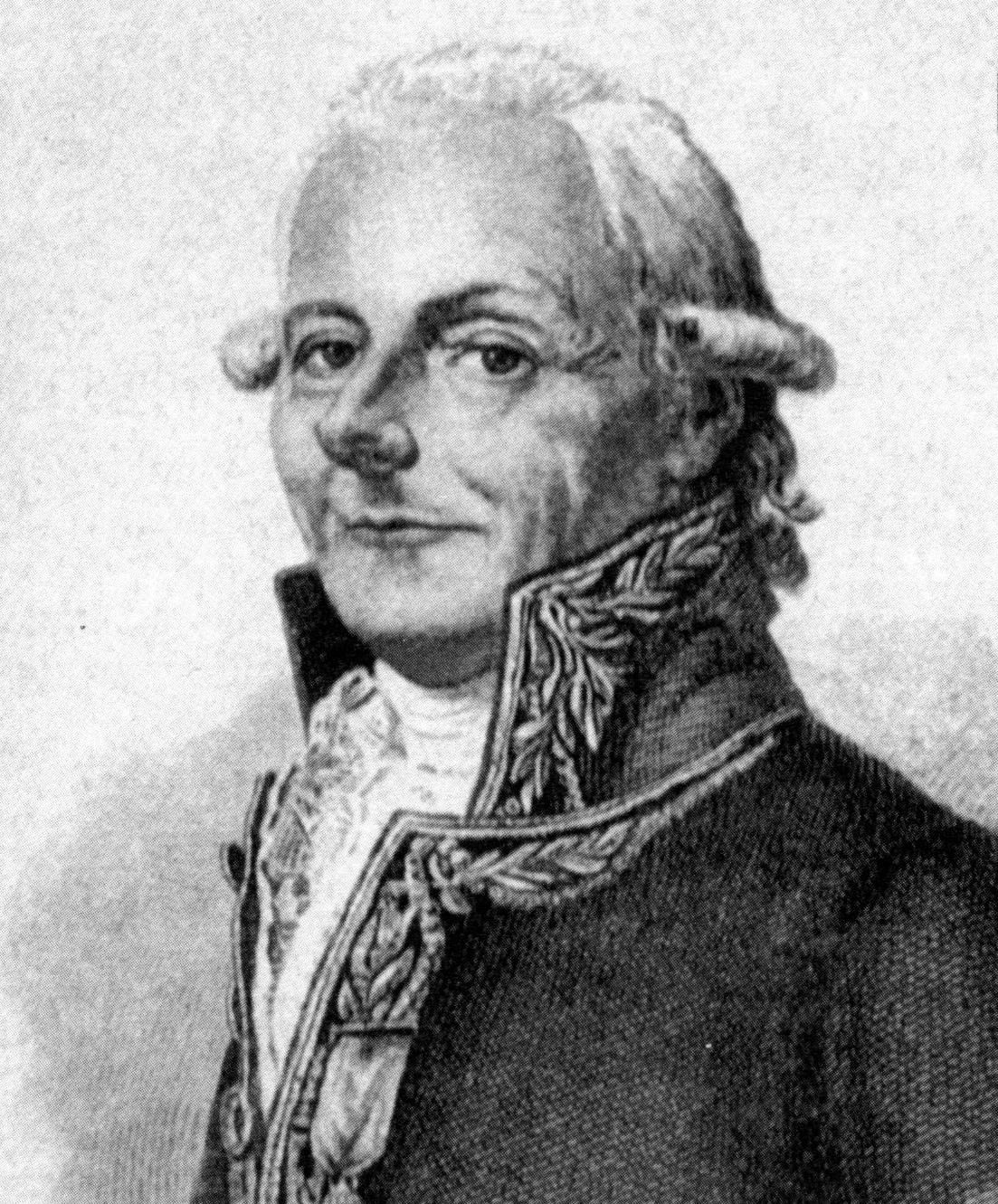
Gravure de Brémontier par Ephraïm Conquy (1808-1843) figurant dans la notice biographique que lui a consacrée Jean-Baptiste Basile Billaudel.

En 1786, Brémontier reprend, dans un rapport adressé au contrôleur général des finances Calonne, l’idée de fixation des dunes, sans faire référence à ces précurseurs. Il obtint un crédit pour lancer des essais et choisit le site de La Teste de Buch où il rencontra Jean Baptiste Peyjehan jeune (1853-1803), qui avait déjà effectué de nombreux travaux pour le compte du Captal de Buch François de Ruat, et qui bénéficiait d’une parfaite connaissance locale. De son côté le Captal, qui souhaitait depuis longtemps fixer les dunes du Buch, accepta très volontiers que l’on tente l’expérience entre le Pilat et Arcachon, dès le printemps 1787. Les premiers semis du Moulleau protégés par des clayonnages parallèles utilisés par les Hollandais, furent après l'hiver 1787-1788, un échec, ce qui conduisit Peyjehan à demander à Brémontier d'expérimenter la saison suivante de 1788-1789 la couverture de branchage qu'il tenait de Guillaume Desbiey, ce qui fut un succès. Brémontier fera une communication de ce succès quelques années plus tard, le 16 avril 1798 (27 germinal an VI). La Révolution française vint perturber les expérimentations, qui continuèrent tant bien que mal jusqu’en 1791, grâce au zèle extraordinaire de Peyjehan qui avança bien souvent le salaire des ouvriers de sa poche.  
Concernant la technique de couverture de branchage le conservateur des eaux et forêts, Guyet-Laparde écrit en 1797 « A cette époque, écrit, on étoit astreint à se conformer aux ordres reçus, qui se bornoient à faire enfermer par des clayonnages (…) un certain espace de terrain dans l’enceinte duquel on faisoit répandre uniquement de la graine de pin. Mais, dès la première année, l’inutilité et le vice de ce procédé dispendieux ayant été reconnus, on l’a abandonné pour s’en tenir à la manière connue et usité depuis longtemps par les habitans du pays et qui consiste à répandre la graine sur le sable et la recouvrir de branchage que l’on fixe avec de petits piquets. En suivant ce dernier procédé et en croisant les semences de pin avec des graines de genêt et de jonc marin épineux, on a supérieurement réussi (…) ». Ceci témoigne bien le savoir-faire local que Brémontier tint sous silence.
Voyant l'avantage qu'il pouvait tirer de ces travaux, il remit à son administration le 25 décembre 1790 un mémoire sur les dunes, en lui donnant d’abord la date du 25 avril 1780, avant de prétendre en 1798 l’avoir composé en 1776. Cette manœuvre sur les dates fut le moyen de s'attribuer le mérite de l'invention des techniques de fixation des dunes. Le rapport fut finalement imprimé sur ordre du Directoire exécutif en juillet 1797 sous le titre « Mémoire sur les dunes et particulièrement sur celles qui se trouvent entre Bayonne et la pointe de Grave, à l’embouchure de la Gironde ».

Dans son mémoire sur les dunes, Brémontier déclare non sans exagération afin de marquer les esprits : 

« Tous ces sables sont sortis de la mer et continueront de s'en échapper tant que ces vents seront les mêmes. On doit donc présumer que les dunes augmenteront journellement ou d’étendue ou de volume, et que si cette cause ne cessait pas, elles acquerraient par la suite une hauteur aussi considérable que celle de nos plus hautes montagnes ; et l'on ne peut révoquer en doute que le riche territoire des environs de Bordeaux ne puisse être couvert un jour de 300 où 400 pieds de sable [97 à 130 mètres]. »

Son appel fut entendu puisqu'un arrêté du 21 juillet 1791 ordonnait de poursuivre les ensemencements et surtout un arrêté des Consuls de la République du 13 messidor an IX (2 juillet 1801) prescrivait : 

« De prendre des mesures pour continuer de fixer et planter en bois les dunes des côtes de Gascogne, en commençant par celles de La Teste, d’après les plans présenté par le citoyen Brémontier »

Il est reçu comme membre de l'Académie nationale des sciences, belles-lettres et arts de Bordeaux en 1797
Nommé inspecteur général des Ponts et Chaussées en 1802, il achève sa carrière à Paris mais reste chargé jusqu’à sa mort de l’inspection divisionnaire de Bordeaux. 
À la demande du préfet des Landes, L. -F. Tassin le secrétaire-général de la préfecture fait une tournée dans les dunes et rédige un rapport, lu devant les membres de la Société d’agriculture, commerce et arts des Landes, le 19 juillet 1802 (30 messidor an X). Ce rapport, très mal accueilli par Brémontier, présente « le citoyen Peychan jeune comme l’auteur du procédé adopté à La Teste pour fixer les dunes mobiles » et souligne que la méthode imaginée « très simple et diamétralement opposée au mode prescrit par le citoyen Brémontier (…) avait été mise en pratique 40 ans auparavant à St Julien » et ajoute : « Nous n’avons fait que répéter ce qui parait être de notoriété publique dans le pays. »
En réaction, afin de contrer les déclarations de Tassin contestant son innovation, Brémontier se fit décerner par la municipalité de La Teste en janvier 1803, un certificat niant que « qui que ce soit avant le citoyen Brémontier aît fait travailler efficacement à la fixation et à la fertilisation des dunes ». Or le certificat élogieux se révéla être de la main même de Brémontier que les élus testerins n’avaient fait que contresigner.
Malgré les « petites tricheries du grand homme », grâce à sa persévérance Brémontier parvient à intéresser à ce grand projet les gouvernements successifs. Ainsi, un second arrêté des Consuls de septembre 1801 crée une Commission des Dunes en Gironde présidé par Brémontier. Grâce à sa ténacité, des ateliers de fixation furent créés sur la côte de Gascogne et ils se multiplièrent après sa mort. « On peut simplement reprocher [à Brémontier] d’avoir sciemment tenu dans l’ombre quelques prédécesseurs dont les mérites ne valaient pas les siens, mais dont la simple existence nuisait à la perfection de son mythe ».
Cependant devant les doutes soulevés sur la paternité des techniques que revendiquait Brémontier, la Société d'agriculture du département de la Seine fit en 1806 un rapport sur les mémoires de Brémontier. Le rapport cherche à savoir dans sa première partie si les travaux de Brémontier « …tiennent à des découvertes nouvelles, ou s’ils ne sont que l’imitation de ce qui a été fait ailleurs,… » et de conclure de manière très nuancée « que quand il n’eût rien inventé, quant ses moyens pour fixer les dunes ne appartiendraient pas (ce qui loin de notre opinion), on ne pourrait contester qu’il a fait dans les plages immenses…une grande et belle application des procédés, employés dit-on, dans d’autres contrées ».  
Il meurt de la tuberculose à Paris en août 1809.
L'inspecteur des Ponts et Chaussées Claude Deschamps le remplace à Bordeaux.

## Famille
- Nicolas Brémontier (vers 1710, Le Tronquay? - 1784, Le Grand-Quevilly), cultivateur x en 1736 aux Authieux-sur-le-Port-Saint-Ouen avec Marie-Catherine Germaine (1717 - 1743, Le Tronquay)
  - Nicolas-Thomas Brémontier (1738 - 1809)[19]
- Georges Brémontier (? - ?)
  - Thomas Brémontier[20] (? - ?) x le 10 juin 1737 à Rouen, paroisse de St Sever avec Angélique Bertin, fille du maître faïencier Jean Bertin
    - Georges Thomas Brémontier (25 mars 1745, Rouen, quartier St Maclou - 5 janvier 1823, Rouen), avocat au Parlement de Paris x le 9 avril 1782 à Rouen St Michel avec Aimée Reverdun
      - Georges-Bertin Brémontier (1786, Rouen - 1847, Paris)[21], inspecteur divisionnaire des ponts et chaussées x en 1818 avec Alexandrine Colombe Tarbé de Vauxclairs (1796-1870), fille de Jean Bernard Tarbé de Vauxclairs
      - Charles Joseph Benjamin Brémontier (1791 - 1814)[22], contrôleur des droits réunis
      - Adèle Brémontier (1796, Rouen - 1872, Paris) x en 1813 à Rouen avec Antoine Marie Gaspard Boucher d'Argis de Guillerville (1785, Paris - 1865)

## Publications
- Mémoire sur les dunes, et particulièrement celles qui se trouvent entre Bayonne et la pointe de Grave, à l'embouchure de la Gironde, dans Annales des ponts et chaussées. Mémoires et documents relatifs à l'art des constructions et au service de l'ingénieur, 1er semestre 1833, p. 145-224 (lire en ligne)
- Recherches sur le mouvement des ondes, F. Didot, Paris, (1809), 122 p. et pl., [lire en ligne]

## Hommages

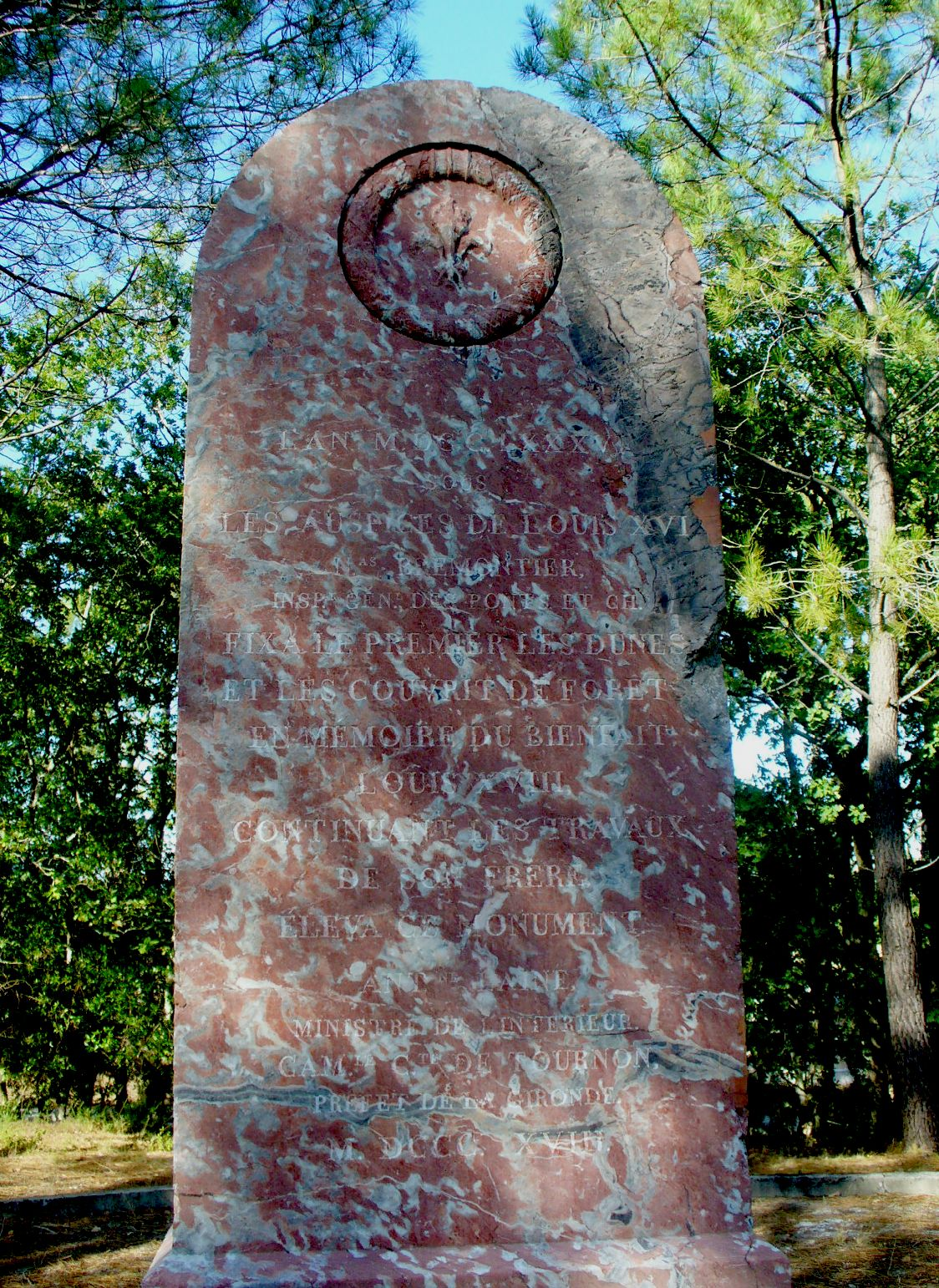
Cippe en l'honneur de Brémontier à La Teste.

Il a été surnommé le « bienfaiteur » des départements maritimes de France. Au cours du XIXe siècle, l'avancée des dunes est présentée de manière apocalyptique et Brémontier est encensé comme un Dieu :

« [Les dunes] ensevelissaient les champs, les arbres, les maisons, les villages, les villes, comme jadis les cendres du Vésuve ensevelirent Herculanum et Pompéi. (…) Déjà il était facile de calculer l'époque où couvrant tout l'espace qui sépare Bordeaux des côtes de l'océan, cette ville elle-même se verrait atteindre par le fléau, lorsque le génie de Brémontier signala un moyen propre à fixer les dunes à les empêcher de gagner païs, pour parler avec la justesse expressive de Montaigne. (…) Il fut honoré du titre d'inspecteur général des ponts et chaussées et du grade de chevalier de l'Empire mais sa plus douce récompense était dans le cœur des habitants des Landes. Ils le bénissaient à l'égal d'un Dieu, lui qui avait vaincu les vents, avait imposé des digues aux sables de la mer, qui avait rassuré les propriétaires alarmés et restitué de vastes terrains à la culture. »

Ses traits nous restent fixés par un portrait dû au graveur Ephraïm Conquy et que conserve le Musée national d'histoire naturelle.
En 1818, Louis XVIII fit élever sur une petite dune en forêt de La Teste un cippe en marbre des Pyrénées rouge et mesurant 2,50 mètres en l'honneur de Brémontier. L'inscription gravée dit : 

« L’an MDCCLXXXVI (1786), sous les auspices du roi Louis XVI, Nicolas Brémontier, inspecteur général des Ponts et Chaussées, fixa le premier ces dunes et les couvrit de forêts. En mémoire du bienfait, Louis XVIII, continuant les travaux de son frère, éleva ce monument. Antoine Laine, ministre de l’Intérieur, Camille, comte de Tournon, préfet de la Gironde MDCCCXVIII (1818). »

Plusieurs bustes en bronze, œuvre d'Anselme Léon, ont été fondus en 1878 et placés à Arcachon, Labouheyre et à l'Ecole des ponts et chaussées à Paris.
Dans le 17e arrondissement de Paris, une rue lui rend hommage depuis 1864.
Plusieurs établissements scolaires portent son nom, comme un lycée à Bordeaux et un lycée d'enseignement adapté sur la commune de Saint-Pierre-du-Mont, limitrophe de Mont-de-Marsan, dans les Landes.